# Basso-Cambo (metrostation)
Basso-Cambo is een metrostation in de Franse stad Toulouse.
Het is het eindstation van de lijn .
Het station is gelegen in het zuidwesten van de stad, in de wijk Basso-Cambo. Passagiers kunnen gebruikmaken van de 690 parkeerplaatsen, die in handen zijn van het vervoersbedrijf.
Het station is geopend op 26 juni 1993.